# Spencer Jones (cestista)
Spencer Keith Jones (Kansas City, 14 giugno 2001) è un cestista statunitense, professionista nella NBA con i Denver Nuggets e in G League con i Grand Rapids Gold.

## Carriera
Dopo aver completato la carriera universitaria con gli Stanford Cardinal in NCAA, non viene scelto al Draft NBA 2024, rimanendo undrafted. Firma poi un two-way contract con i Denver Nuggets, venendo poi associato alla squadra affiliata dei Grand Rapids Gold in G League.

## Statistiche

### College
| Anno      | Squadra           | PG  | PT  | MP   | TC%  | 3P%  | TL%  | RP  | AP  | PRP | SP  | PP   |
| --------- | ----------------- | --- | --- | ---- | ---- | ---- | ---- | --- | --- | --- | --- | ---- |
| 2019-2020 | Stanford Cardinal | 32  | 29  | 28,6 | 42,1 | 43,1 | 69,6 | 3,2 | 0,8 | 0,6 | 0,9 | 8,8  |
| 2020-2021 | Stanford Cardinal | 26  | 25  | 28,3 | 41,6 | 37,1 | 66,7 | 3,9 | 1,0 | 1,2 | 0,7 | 8,2  |
| 2021-2022 | Stanford Cardinal | 31  | 31  | 26,6 | 47,4 | 37,6 | 75,0 | 4,5 | 1,1 | 0,9 | 0,6 | 12,0 |
| 2022-2023 | Stanford Cardinal | 32  | 30  | 29,0 | 43,3 | 38,9 | 74,6 | 4,7 | 1,2 | 1,2 | 0,9 | 14,1 |
| 2023-2024 | Stanford Cardinal | 25  | 24  | 29,1 | 43,8 | 40,9 | 64,5 | 4,1 | 2,0 | 1,4 | 0,8 | 11,7 |
| Carriera  | Carriera          | 146 | 139 | 28,3 | 43,9 | 39,7 | 70,5 | 4,1 | 1,2 | 1,0 | 0,8 | 11,0 |

### NBA

#### Regular Season
| Anno      | Squadra        | PG | PT | MP  | TC%  | 3P% | TL% | RP  | AP  | PRP | SP  | PP  |
| --------- | -------------- | -- | -- | --- | ---- | --- | --- | --- | --- | --- | --- | --- |
| 2024-2025 | Denver Nuggets | 20 | 0  | 6,3 | 32,4 | 5,9 | 100 | 0,9 | 0,3 | 0,3 | 0,3 | 1,3 |
| Carriera  | Carriera       | 20 | 0  | 6,3 | 32,4 | 5,9 | 100 | 0,9 | 0,3 | 0,3 | 0,3 | 1,3 |

### G League
| Anno      | Squadra        | PG | PT | MP   | TC%  | 3P%  | TL%  | RP  | AP  | PRP | SP  | PP   |
| --------- | -------------- | -- | -- | ---- | ---- | ---- | ---- | --- | --- | --- | --- | ---- |
| 2024-2025 | G. Rapids Gold | 21 | 14 | 30,5 | 51,8 | 45,3 | 71,4 | 7,0 | 1,9 | 1,2 | 1,1 | 14,4 |
| Carriera  | Carriera       | 21 | 14 | 30,5 | 51,8 | 45,3 | 71,4 | 7,0 | 1,9 | 1,2 | 1,1 | 14,4 |